# Francesco Gennari

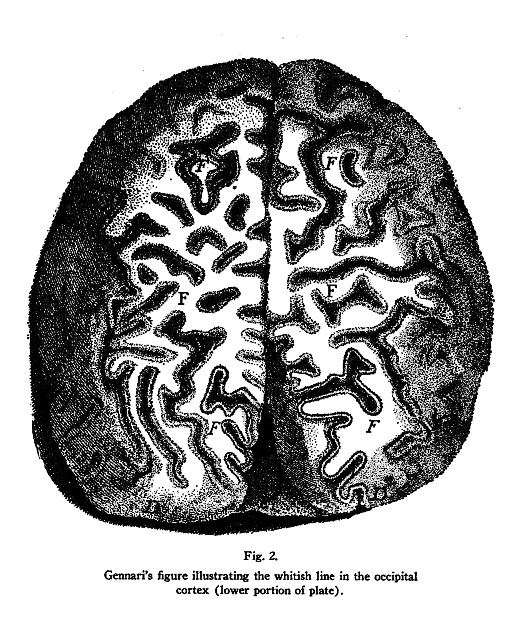
Nachdruck einer Illustration aus De peculiari structura cerebri, nonnulisque ejus morbis (1782)

Francesco Gennari (* 4. Oktober 1750 in Mataleto de Langhirano, heute Mattaleto bei Parma; † 4. Dezember 1797) war ein italienischer Anatom und Beschreiber des Gennari-Streifens, einer makroskopisch abgrenzbaren Schichtung der Großhirnrinde im Bereich des visuellen Kortex.

## Leben
Gennari erhielt seine medizinische Ausbildung in Parma, zu seinen Lehrern zählte der Pathologe und Anatom Michele Girardi (1731–1797). 1776, im Jahr seines Abschlusses, entdeckte Gennari mit bloßem Auge eine weiße Struktur am Occipitallappen eines menschlichen Gehirns. In seiner Schrift De peculiari structura cerebri, nonnulisque ejus morbis beschrieb er diese als lineola albidior. Die später 1888 von Heinrich Obersteiner erstmals als „Gennari-Streifen“ bezeichnete Struktur war der erste Hinweis auf die regional unterschiedliche Schichtung der Großhirnrinde.
1786 beschrieb Félix Vicq d’Azyr in Unkenntnis der Veröffentlichung Gennaris die Struktur erneut, weshalb sie auch die Bezeichnung Vicq-d’-Azyr-Streifen trägt. 1788 erfolgte eine Beschreibung durch Samuel Thomas Soemmering.

## Schriften
- De peculiari structura cerebri, nonnulisque ejus morbis. Parma 1782.